# Zur Insel Helgoland
Zur Insel Helgoland war eine Gaststätte und Ausflugslokal im Kasseler Stadtteil Bettenhausen. In der Gaststätte wurde der BC Sport Kassel gegründet und die Vorgängervereine des KSV Hessen Kassel zusammengeschlossen.

## Gründungslokal Kasseler Vereine
Der Fachwerkbau stand auf der heute nicht mehr existierenden Insel zwischen Mühlgraben und Losse. Der Kasseler Gastronom Jacob Zuschlag beantragte Ende des 19. Jahrhunderts mehrfach erfolglos eine Schankkonzession für eine Gaststätte. Nachdem er ein ertrinkendes Kind bei einem Lossehochwasser gerettet hatte,  erhielt er aus Anerkennung seine ersehnte Konzession. Seine Tochter Lina Leinweber und deren Ehemann Albert Leinweber übernahmen die beliebte Gaststätte. 
Am 15. April 1894 gründeten in der Gaststätte Zur Insel Helgoland Schüler höherer Lehranstalten den 1. Casseler Ballspiel-Club Sport. BC Sport ist der älteste noch existierende Fußballverein der Stadt Kassel. 
In der Gaststätte wurde 1895 der Zusammenschluss der Sportvereine FC Hassia Kassel und FC Union Kassel zum Casseler FV 95 beschlossen. Der Casseler FV war der Vorgängerverein des SV Kurhessen Kassel, der nach 1947 als KSV Hessen Kassel neu gegründet wurde.

## Zerstörung und Wiederaufbau
Bei einem Großangriff britischer Bomber auf Kassel wurde die Gaststätte am 3. Oktober 1942 zerstört. Nach dem Luftangriff auf Kassel am 22. Oktober 1943 wurde das Gastwirtsehepaar Lina und Albert Leinweber, das in der Kasseler Moltkestraße einquartiert war, aus einem Luftschutzraum tot geborgen. 
Die Gaststätte Zur Insel Helgoland wurde nach 1945 wieder aufgebaut und bis 1976 im Inselweg 2 betrieben. Die Gaststätte wich einem Getränkegroßmarkt und ist nur noch auf Postkarten, Stichen und Gemälden zu sehen.